# La Gontariá e Bolonés
La Gontariá e Bolonés (en francès La Gonterie-Boulouneix) és un municipi francès situat al departament de la Dordonya i a la regió de la Nova Aquitània.

## Demografia
| 1962                                       | 1968 | 1975 | 1982 | 1990 | 1999 | 2007 |
| ------------------------------------------ | ---- | ---- | ---- | ---- | ---- | ---- |
| 220                                        | 222  | 214  | 237  | 195  | 228  | 234  |
| Des de 1962: població sense dobles comptes |      |      |      |      |      |      |

## Administració
| Període | Identitat            | Partit |
| ------- | -------------------- | ------ |
| 2002-   | Jean-Jacques Lagarde |        |